# Verbandsgemeinde Brohltal
Brohltal é uma Verbandsgemeinde do distrito de Ahrweiler, Renânia-Palatinado, Alemanha. A sede é o município de Niederzissen.
A Verbandsgemeinde Brohltal consiste nos seguintes municípios:
| | |
| 1. Brenk 2. Burgbrohl 3. Dedenbach 4. Galenberg 5. Glees 6. Hohenleimbach 7. Kempenich 8. Königsfeld 9. Niederdürenbach | 1. Niederzissen 2. Oberdürenbach 3. Oberzissen 4. Schalkenbach 5. Spessart 6. Wassenach 7. Wehr 8. Weibern |